# Fernando Ruiz
Fernando Ruiz (Buenos Aires, Argentina, 26 de abril de 1972) es un exfutbolista y entrenador argentino. 

## Trayectoria
Su campaña como entrenador la desarrolló en Armenio (dos ciclos: entre 2007 y 2008 y entre 2010 y 2013). También pasó por Español, Estudiantes, Flandria y Almagro, a quien dirigió en su ascenso a la B Nacional en 2015 y lo dirigió durante casi todo el Transición 2016 en esa categoría. Todas sus anteriores experiencias fueron en la B Metropolitana, donde logró tres participaciones en Reducidos: dos con Armenio y una tercera con Almagro, esta última exitosa, pues culminó en un ascenso.
En abril de 2015 debutó como entrenador de Almagro en un empate sin goles ante Defensores de Belgrano. En mayo de 2016 eliminó a Colón por Copa Argentina, tras vencerlo por 1-0.
Al "Calamar" arribó en junio de 2017 y se fue a comienzos del 2020, con un saldo de 41 victorias, 19 empates y 25 derrotas en 85 partidos dirigidos. Fue el entrenador que más perduró en el equipo de Saavedra en los últimos 20 años. El máximo logro lo consiguió con el título de la B Metropolitana que le ganó en un desempate a Estudiantes, el 02/05/2018, en cancha de Lanús. 
En su primera campaña en B Nacional con Platense logró clasificarse al Reducido, pero cayó a manos de Central Córdoba (0-0 y 0-1) que luego sería quien accedió a la Superliga. También estuvo presente cuando el "Marrón" volvió a enfrentar a River tras 19 años (por Copa Argentina - también en Lanús). En la primera rueda del Torneo 2019/2020 su equipo finalizó puntero, pero tras 4 caídas en 5 partidos disputados en 2020, el DT decidió renunciar a su cargo.
En octubre de 2020 fue anunciado como nuevo entrenador de Deportes Valdivia de la Primera B chilena, donde renunció tras 3 derrotas en 3 partidos.
Entre febrero de 2021 y marzo de 2022 dirigió a Temperley.
En 2022 fue entrenador de Nueva Chicago, cosechando 5 empates y 5 derrotas con ningún triunfo en los 10 partidos que dirigió la institución de Mataderos.
En 2023 fue entrenador de Estudiantes, cosechando 2 empates 4 ganados y 5 derrotas. Cabe destacar que dirigió al albinegro entre 2009 y 2010. Ese mismo año vuelve a entrenar en Almagro.
En 2024 se confirmó su llegada a Los Andes. Unos meses después llevó al equipo a coronarse campeón del torneo Apertura, dándole así la oportunidad de disputar la final por el ascenso, que perdería ante Colegiales.

## Clubes

### Como jugador
| Club              | País      | Año       |
| ----------------- | --------- | --------- |
| Deportivo Armenio | Argentina | 1993-1994 |
| Atlanta           | Argentina | 1994-1996 |
| Deportivo Armenio | Argentina | 1996-1998 |
| Sacachispas       | Guatemala | 1998-1999 |
| Estudiantes (BA)  | Argentina | 1999-2000 |
| Deportivo Español | Argentina | 2000-2002 |
| Estudiantes (BA)  | Argentina | 2002-2004 |
| Deportivo Armenio | Argentina | 2004-2007 |

### Estadísticas como entrenador
Actualizado hasta el  15 de septiembre de 2023.
| Equipo            | País      | Historial | Historial | Historial | Historial | Historial | Historial | Historial | Historial |
| Equipo            | País      | PJ        | PG        | PE        | PP        | GF        | GC        | Dif.      | Efect.    |
| ----------------- | --------- | --------- | --------- | --------- | --------- | --------- | --------- | --------- | --------- |
| Deportivo Armenio | Argentina | 132       | 46        | 48        | 38        | 151       | 130       | +21       | 46.97%    |
| Flandria          | Argentina | 23        | 3         | 8         | 12        | 21        | 36        | -15       | 24.63%    |
| Almagro           | Argentina | 57        | 27        | 15        | 15        | 66        | 45        | +21       | 56.14%    |
| Atlanta           | Argentina | 29        | 14        | 8         | 7         | 40        | 31        | +9        | 57.48%    |
| Platense          | Argentina | 47        | 20        | 9         | 18        | 51        | 45        | +6        | 48.93%    |
| Deportes Valdivia | Chile     | 3         | 0         | 0         | 3         | 0         | 3         | -3        | 0%        |
| Temperley         | Argentina | 40        | 13        | 12        | 15        | 40        | 42        | -2        | 42.5%     |
| Nueva Chicago     | Argentina | 10        | 0         | 5         | 5         | 7         | 13        | -6        | 16.67%    |
| Estudiantes (BA)  | Argentina | 11        | 4         | 2         | 5         | 9         | 11        | -2        | 42.42%    |
| Almagro           | Argentina | 16        | 4         | 5         | 7         | 18        | 21        | -3        | 35.42%    |
| Los Andes         | Argentina | 36        | 17        | 8         | 11        | 41        | 32        | +9        | 54.63%    |
| Total             | Total     | 404       | 148       | 119       | 137       | 443       | 408       | +35       | 46.45%    |

## Palmarés

### Como jugador
| Título    | Club              | País      | Año  |
| --------- | ----------------- | --------- | ---- |
| Primera B | Atlanta           | Argentina | 1995 |
| Primera B | Deportivo Armenio | Argentina | 1998 |
| Primera B | Estudiantes (BA)  | Argentina | 2000 |
| Primera B | Deportivo Español | Argentina | 2002 |

### Como técnico
| Título               | Club      | País      | Año  |
| -------------------- | --------- | --------- | ---- |
| Primera B 2º ascenso | Almagro   | Argentina | 2015 |
| Primera B            | Platense  | Argentina | 2018 |
| Primera B (Apertura) | Los Andes | Argentina | 2024 |